# Dan Ariely
Dan Ariely (* 29. dubna 1967) je americký vědec izraelského původu, profesor psychologie a behaviorální ekonomie. Vyučuje na Dukeově univerzitě v Severní Karolíně. Zabývá se především iracionálními rozhodnutími v ekonomice i v osobním životě, upřímností a nepoctivostí.

## Obvinění z falšování dat
V srpnu 2021 blog Data Colada publikoval důkazy, že data použitá pro Arieliho článek v časopise PNAS z roku 2012 byla pravděpodovně zfalšovaná. Ariely následně požádal o retrakci tohoto článku. Situace byla problematická zejména pro to, že administrativa Baracka Obamy na výsledcích výzkumu v roce 2016 založila své doporučení v podobě „nefinančních incentiv“ pro zvýšení poctivosti v daňových přiznáních. Ariely již v roce 2020 konstatoval, že se mu své vlastní výsledky nepodařilo replikovat, což pravděpodobně přispělo k odhalení zfalšovaných dat. Je nutno podotknout, že není jisté, kdo vlastně tato data zfalšoval.
Po vypuknutí tohoto skandálu časopis „Hamakom“ publikoval tvrzení, že během svého působení na MIT Ariely realizoval experiment týkající se užití placeba. Ten ovšem zahrnoval působení elektrošoků na dobrovolníky bez schválení příslušnou etickou komisí. Situace vyšla najevo po stížnosti jednoho z účastníků experimentu, a souhlas s výzkumem byl udělen dodatečně po ukončení výzkumu. Výstupem této kauzy bylo, že Arielimu byl udělen zákaz provádění experimentů po dobu jednoho roku, pročež se Ariely přesunul na Dukeovu univerzitu. Mimoto několik výzkumných skupin nedokázalo replikovat jeden z jeho známých výzkumů, ve kterém Arieli ukázal, že lidé jsou méně náchylní k podvádění poté, co je jim připomenuto Desatero.

## Dílo
- Jak drahá je intuice: proč nás selský rozum často vede ke ztrátovým rozhodnutím. Vyd. 1. Praha: Práh, 2011. 255 s. ISBN 978-80-7252-327-6.
- Jak drahá je nepoctivost: proč každému lžeme, hlavně sami sobě. Vyd. 1. Praha: Práh, 2012. 214 s. ISBN 978-80-7252-395-5.
- Jak drahé je zdarma: proč chytří lidé přijímají špatná rozhodnutí: iracionální faktory v ekonomice i v životě. Vyd. 1. Praha: Práh, 2009. 215 s. ISBN 978-80-7252-239-2.